# 疏节过路黄
疏节过路黄（学名：Lysimachia remota）是报春花科珍珠菜属的植物。分布在台灣以及中国的江苏、江西、浙江、福建等地，常生长在路边草丛和石缝中，目前尚未由人工引种栽培。

## 异名
- Lysimachia formosana Honda
- Lysimachia remota Petitm. var. lushanensis Chen et C. M. Hu